# Niklas Süle
Niklas Süle (pronunciación en alemán: /ˈnɪkˌlas ˈzʏlə/; Fráncfort, Alemania, 3 de septiembre de 1995) es un futbolista profesional alemán que juega como defensa en el Borussia Dortmund de la Bundesliga.

## Trayectoria

### Carrera temprana
Süle comenzó su carrera en Rot-Weiß Walldorf. En julio de 2006 fichó por las categorías inferiores del Eintracht Fráncfort, donde jugó hasta el final de la temporada 2008-09. En julio de 2009 fichó por el fútbol formativo del SV Darmstadt 98, y solo medio año después se fue al equipo juvenil del Hoffenheim.

### Hoffenheim

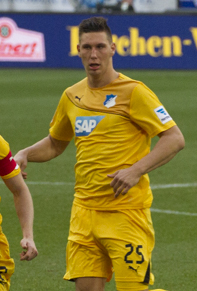
Süle con el Hoffenheim en 2014

El 11 de mayo de 2013 debutó con el Hoffenheim en un partido de la Bundesliga contra el Hamburgo S. V. Comenzó el partido pero fue sustituido por Andreas Ludwig en el minuto 81 en una derrota por 4-1. En la temporada 2012-13 jugó dos partidos en la Bundesliga y dos en la promoción de ascenso y descenso que el Hoffenheim derrotó al 1. F. C. Kaiserslautern para permanecer en la Bundesliga.
El 2 de noviembre de 2013, a los dieciocho años, se convirtió en el goleador más joven en la historia del club, tras anotarle al Bayern de Múnich. En diciembre de 2014 sufrió una rotura del ligamento cruzado anterior de la rodilla izquierda, de la que se recuperó en agosto del siguiente año.
En la temporada 2016-17 de liga, en la que su equipo terminó en cuarto lugar, fue el defensor que más pases pases dio, 2 586, y logró integrar el equipo ideal de ese año.
El 15 de enero de 2017 el Bayern de Múnich anunció que lo había fichado junto con Sebastian Rudy para incorporarse al equipo en la temporada 2017-18. El El Chelsea F. C. también se había interesado en contratarlo.

### Bayern de Múnich

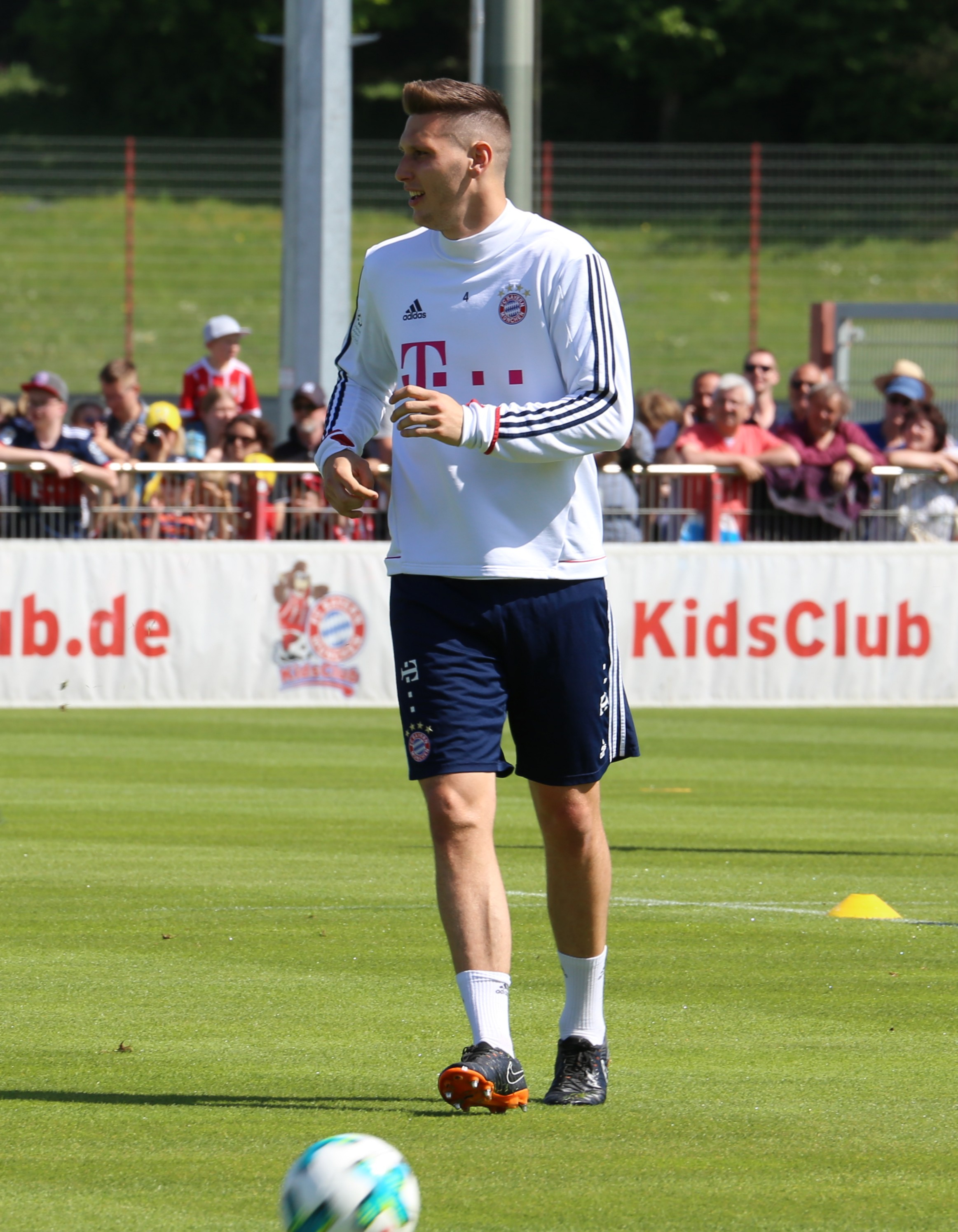
Süle entrenando con el Bayern en 2018

Disputó su primer encuentro con el Bayern de Múnich en el primer partido de la temporada contra el Bayer 04 Leverkusen el 18 de agosto de 2017, donde marcó el primer gol de la temporada 2017-18 de la Bundesliga, tras haber rematado un tiro libre de su compañero recién llegado al Bayern Sebastian Rudy. El 12 de septiembre de 2017 hizo su debut en la Liga de Campeones de la UEFA contra el Anderlecht. Jugó 27 partidos de la Bundesliga y marcó dos goles. Jugó nueve partidos en la Liga de Campeones durante la temporada.
Ganó su primer título de la Bundesliga después de que el Bayern de Múnich terminara 21 puntos por delante del segundo clasificado, el Schalke 04. Süle también alcanzó su primera final de la Copa de Alemania cuando el Bayern de Múnich fue derrotado por 3-1 por el antiguo club juvenil de Süle, el Eintracht Frankfurt.
Comenzó la temporada 2018-19 jugando en la Supercopa de Alemania de 2018, que el Bayern ganó 5-0. El 20 de abril de 2019, Süle anotó el gol de la victoria en la victoria por 1-0 sobre el Werder Bremen. La victoria mantuvo al Bayern en la cima de la tabla de la Bundesliga.
El 18 de mayo de 2019 ganó su segundo título de la Bundesliga cuando el Bayern terminó dos puntos por encima del Dortmund con 78 puntos. Una semana después, Süle ganó su primera DFB-Pokal cuando el Bayern derrotó al Leipzig 3-0 en la final de la DFB-Pokal de 2019.
Jugó 31 partidos de la Bundesliga y marcó dos goles. Durante la temporada de la Bundesliga, Süle tuvo un impresionante 95% de pases completos y tuvo la cuarta mayor cantidad de toques de cualquier jugador de la Bundesliga. Süle apareció en 42 partidos en todas las competiciones y marcó dos goles.
Se rompió el ligamento cruzado anterior en el duodécimo minuto de los ocho partidos ligueros de la temporada 2019-20 del equipo y se esperaba que estuviera fuera de la alineación entre ocho y diez meses, lo que le impidió participar con Alemania en la Eurocopa 2020, antes del torneo. fue pospuesto. El 8 de agosto de 2020 jugó contra el Chelsea en la Liga de Campeones marcando su primer partido desde octubre de 2019. Luego comenzó desde el banco en los últimos juegos de la Liga de Campeones. El 23 de agosto de 2020, Süle entró desde el banco en la final de la Liga de Campeones de la UEFA 2020 y reemplazó a Jérôme Boateng después de sufrir una lesión temprana. Ganó la Liga de Campeones, completando el triplete continental de esa temporada.
El 9 de diciembre de 2020 anotó su primer gol en la Liga de Campeones en la victoria por 2-0 sobre el Lokomotiv de Moscú.

### Borussia Dortmund
El 7 de febrero de 2022, tras haber comunicado al Bayern de Múnich que no iba a renovar una vez finalizara su contrato al término de la temporada, el Borussia Dortmund anunció su fichaje para los siguientes cinco años a partir del mes de julio.

## Selección nacional
A los dieciséis años, declinó la oferta de jugar para la selección turca, que creían que el apellido del jugador era turco, cuando en realidad es de origen húngaro. Participó en el Campeonato Europeo Sub-17 de 2012, en el que jugó cuatro partidos.
Formó parte del equipo para los Juegos Olímpicos de Río de Janeiro de 2016, donde Alemania ganó la medalla de plata tras perder la final con Brasil en la tanda de penales.
Fue convocado en agosto de 2016 con la selección de Alemania para jugar contra Finlandia y Noruega. El 31 de agosto hizo su debut con la selección absoluta en el amistoso frente a Finlandia que acabó 2:0 a su favor.
En mayo de 2017 Joachim Löw lo seleccionó entre los futbolistas que jugarían la Copa Confederaciones, donde derrotaron a Chile en la final.
El 4 de junio de 2018 fue incluido en la lista de veintitrés futbolistas que viajaron a Rusia a disputar la Copa del Mundo. Los alemanes fueron eliminados en fase de grupos tras perder en la última jornada ante Corea del Sur.

#### Participaciones en Copas del Mundo
| Mundial                        | Sede  | Resultado      |
| ------------------------------ | ----- | -------------- |
| Copa Mundial de Fútbol de 2018 | Rusia | Fase de grupos |
| Copa Mundial de Fútbol de 2022 | Catar | Fase de grupos |

#### Participaciones en Eurocopas
| Torneo                  | Sede      | Resultado        |
| ----------------------- | --------- | ---------------- |
| Eurocopa Sub-17 de 2012 | Eslovenia | Subcampeón       |
| Eurocopa 2020           | Europa    | Octavos de final |

#### Participaciones en Copa Confederaciones
| Torneo                    | Sede  | Resultado |
| ------------------------- | ----- | --------- |
| Copa Confederaciones 2017 | Rusia | Campeón   |

## Estadísticas

### Clubes
Actualizado al último partido disputado el 5 de julio de 2025.
| TSG 1899 Hoffenheim II · Alemania | 4.ª           | 2012-13       | 4   | 0  | 0 | 0  | 0 | 0 | 0  | 0 | 0 | 4   | 0  | 0  |
| TSG 1899 Hoffenheim II · Alemania | 4.ª           | 2013-14       | 2   | 0  | 0 | 0  | 0 | 0 | 0  | 0 | 0 | 2   | 0  | 0  |
| TSG 1899 Hoffenheim II · Alemania | Total club    | Total club    | 6   | 0  | 0 | 0  | 0 | 0 | 0  | 0 | 0 | 6   | 0  | 0  |
| TSG 1899 Hoffenheim · Alemania | 1.ª           | 2012-13       | 4   | 0  | 0 | 0  | 0 | 0 | 0  | 0 | 0 | 4   | 0  | 0  |
| TSG 1899 Hoffenheim · Alemania | 1.ª           | 2013-14       | 25  | 4  | 0 | 3  | 1 | 0 | 0  | 0 | 0 | 28  | 5  | 0  |
| TSG 1899 Hoffenheim · Alemania | 1.ª           | 2014-15       | 15  | 1  | 0 | 2  | 0 | 0 | 0  | 0 | 0 | 17  | 1  | 0  |
| TSG 1899 Hoffenheim · Alemania | 1.ª           | 2015-16       | 33  | 0  | 1 | 1  | 0 | 0 | 0  | 0 | 0 | 34  | 0  | 1  |
| TSG 1899 Hoffenheim · Alemania | 1.ª           | 2016-17       | 33  | 2  | 2 | 1  | 0 | 1 | 0  | 0 | 0 | 34  | 2  | 3  |
| TSG 1899 Hoffenheim · Alemania | Total club    | Total club    | 110 | 7  | 3 | 7  | 1 | 1 | 0  | 0 | 0 | 117 | 8  | 4  |
| Bayern de Múnich · Alemania | 1.ª           | 2017-18       | 27  | 2  | 1 | 6  | 0 | 1 | 9  | 0 | 0 | 42  | 2  | 2  |
| Bayern de Múnich · Alemania | 1.ª           | 2018-19       | 31  | 2  | 0 | 5  | 0 | 0 | 6  | 0 | 0 | 42  | 2  | 0  |
| Bayern de Múnich · Alemania | 1.ª           | 2019-20       | 8   | 0  | 1 | 2  | 0 | 0 | 6  | 0 | 0 | 16  | 0  | 1  |
| Bayern de Múnich · Alemania | 1.ª           | 2020-21       | 20  | 1  | 0 | 3  | 0 | 0 | 10 | 1 | 0 | 33  | 2  | 0  |
| Bayern de Múnich · Alemania | 1.ª           | 2021-22       | 28  | 1  | 1 | 3  | 0 | 0 | 7  | 0 | 0 | 38  | 1  | 1  |
| Bayern de Múnich · Alemania | Total club    | Total club    | 114 | 6  | 3 | 19 | 0 | 1 | 38 | 1 | 0 | 171 | 7  | 4  |
| Borussia Dortmund · Alemania | 1.ª           | 2022-23       | 29  | 2  | 3 | 4  | 0 | 0 | 8  | 0 | 0 | 41  | 2  | 3  |
| Borussia Dortmund · Alemania | 1.ª           | 2023-24       | 23  | 1  | 0 | 2  | 0 | 0 | 6  | 0 | 0 | 31  | 1  | 0  |
| Borussia Dortmund · Alemania | 1.ª           | 2024-25       | 15  | 0  | 0 | 1  | 0 | 0 | 9  | 0 | 0 | 25  | 0  | 0  |
| Borussia Dortmund · Alemania | Total club    | Total club    | 67  | 3  | 3 | 7  | 0 | 0 | 23 | 0 | 0 | 97  | 3  | 3  |
| Total carrera | Total carrera | Total carrera | 297 | 16 | 9 | 33 | 1 | 2 | 61 | 1 | 0 | 391 | 18 | 11 |
| (1) Incluye datos de promoción de ascenso y descenso. (2) Incluye datos de Copa de Alemania y Supercopa de Alemania. (3) Incluye datos de Liga de Campeones de la UEFA, Supercopa de Europa y Copa Mundial de Clubes de la FIFA. |               |               |     |    |   |    |   |   |    |   |   |     |    |    |

### Selección nacional
La siguiente tabla detalla los encuentros disputados y los goles marcados por Süle con la selección alemana.
| Sub-16 · Alemania | 2010  | 4  | 1 | 0 | -  | - | - | - | - | - | -  | - | - | 4  | 1 | 0 |
| Sub-16 · Alemania | 2011  | 6  | 1 | 0 | -  | - | - | - | - | - | -  | - | - | 6  | 1 | 0 |
| Sub-16 · Alemania | Total | 10 | 2 | 0 | 0  | 0 | 0 | 0 | 0 | 0 | 0  | 0 | 0 | 10 | 2 | 0 |
| Sub-17 · Alemania | 2011  | 8  | 3 | 0 | -  | - | - | - | - | - | -  | - | - | 8  | 3 | 0 |
| Sub-17 · Alemania | 2012  | 6  | 0 | 0 | -  | - | - | 4 | 0 | 0 | -  | - | - | 10 | 0 | 0 |
| Sub-17 · Alemania | Total | 14 | 3 | 0 | 0  | 0 | 0 | 4 | 0 | 0 | 0  | 0 | 0 | 18 | 3 | 0 |
| Sub-18 · Alemania | 2012  | 1  | 0 | 0 | -  | - | - | - | - | - | -  | - | - | 1  | 0 | 0 |
| Sub-18 · Alemania | 2013  | 3  | 0 | 0 | -  | - | - | - | - | - | -  | - | - | 3  | 0 | 0 |
| Sub-18 · Alemania | Total | 4  | 0 | 0 | 0  | 0 | 0 | 0 | 0 | 0 | 0  | 0 | 0 | 4  | 0 | 0 |
| Sub-19 · Alemania | 2013  | 3  | 0 | 0 | -  | - | - | - | - | - | -  | - | - | 3  | 0 | 0 |
| Sub-19 · Alemania | Total | 3  | 0 | 0 | 0  | 0 | 0 | 0 | 0 | 0 | 0  | 0 | 0 | 3  | 0 | 0 |
| Sub-20 · Alemania | 2014  | 1  | 0 | 0 | -  | - | - | - | - | - | -  | - | - | 1  | 0 | 0 |
| Sub-20 · Alemania | Total | 1  | 0 | 0 | 0  | 0 | 0 | 0 | 0 | 0 | 0  | 0 | 0 | 1  | 0 | 0 |
| Sub-21 · Alemania | 2014  | 2  | 0 | 0 | -  | - | - | - | - | - | -  | - | - | 2  | 0 | 0 |
| Sub-21 · Alemania | 2015  | 1  | 0 | 0 | 7  | 1 | 1 | - | - | - | -  | - | - | 8  | 1 | 1 |
| Sub-21 · Alemania | 2016  | 0  | 0 | 0 | 1  | 0 | 0 | - | - | - | -  | - | - | 1  | 0 | 0 |
| Sub-21 · Alemania | Total | 3  | 0 | 0 | 8  | 1 | 1 | 0 | 0 | 0 | 0  | 0 | 0 | 11 | 1 | 1 |
| Olímpica · Alemania | 2016  | 0  | 0 | 0 | -  | - | - | - | - | - | 6  | 0 | 1 | 6  | 0 | 1 |
| Olímpica · Alemania | Total | 0  | 0 | 0 | 0  | 0 | 0 | 0 | 0 | 0 | 6  | 0 | 1 | 6  | 0 | 1 |
| Absoluta · Alemania | 2016  | 1  | 0 | 0 | 0  | 0 | 0 | - | - | - | -  | - | - | 1  | 0 | 0 |
| Absoluta · Alemania | 2017  | 2  | 0 | 0 | 1  | 0 | 0 | - | - | - | 4  | 0 | 0 | 7  | 0 | 0 |
| Absoluta · Alemania | 2018  | 5  | 1 | 0 | 2  | 0 | 0 | - | - | - | 1  | 0 | 0 | 8  | 1 | 0 |
| Absoluta · Alemania | 2019  | 2  | 0 | 0 | 6  | 0 | 0 | - | - | - | -  | - | - | 8  | 0 | 0 |
| Absoluta · Alemania | Total | 10 | 1 | 0 | 9  | 0 | 0 | 0 | 0 | 0 | 5  | 0 | 0 | 24 | 1 | 0 |
| Total | Total | 45 | 6 | 0 | 17 | 1 | 1 | 4 | 0 | 0 | 11 | 0 | 1 | 77 | 7 | 2 |
| (1) Incluye datos de clasificación europea, mundialista y Liga de Naciones de la UEFA. (2) Incluye datos del Campeonato Europeo de la UEFA Sub-17. (2) Incluye datos de los Juegos Olímpicos y Copa FIFA Confederaciones. |       |    |   |   |    |   |   |   |   |   |    |   |   |    |   |   |

### Resumen estadístico
| Competición            | Partidos | Goles | Asistencias | Promedio |
| ---------------------- | -------- | ----- | ----------- | -------- |
| Liga                   | 230      | 13    | 6           | 0,06     |
| Copas nacionales       | 26       | 1     | 2           | 0,04     |
| Copas internacionales  | 38       | 1     | 0           | 0,03     |
| Selección de Alemania  | 40       | 1     | 0           | 0,03     |
| Selecciones inferiores | 53       | 6     | 2           | 0,11     |
| Total                  | 387      | 21    | 10          | 0,06     |

## Palmarés

### Títulos nacionales
| Título                | Club             | País     | Año     |
| --------------------- | ---------------- | -------- | ------- |
| Supercopa de Alemania | Bayern de Múnich | Alemania | 2017    |
| Bundesliga            | Bayern de Múnich | Alemania | 2017-18 |
| Supercopa de Alemania | Bayern de Múnich | Alemania | 2018    |
| Bundesliga            | Bayern de Múnich | Alemania | 2018-19 |
| Copa de Alemania      | Bayern de Múnich | Alemania | 2018-19 |
| Bundesliga            | Bayern de Múnich | Alemania | 2019-20 |
| Copa de Alemania      | Bayern de Múnich | Alemania | 2019-20 |
| Supercopa de Alemania | Bayern de Múnich | Alemania | 2020    |
| Bundesliga            | Bayern de Múnich | Alemania | 2020-21 |
| Supercopa de Alemania | Bayern de Múnich | Alemania | 2021    |
| Bundesliga            | Bayern de Múnich | Alemania | 2021-22 |

### Títulos internacionales
| Título                        | Club (*)              | Sede           | Año     |
| ----------------------------- | --------------------- | -------------- | ------- |
| Plata en los Juegos Olímpicos | Selección de Alemania | Río de Janeiro | 2016    |
| Copa Confederaciones          | Selección de Alemania | Rusia          | 2017    |
| Liga de Campeones de la UEFA  | Bayern de Múnich      | Lisboa         | 2019-20 |
| Supercopa de Europa           | Bayern de Múnich      | Budapest       | 2020    |
| Copa Mundial de Clubes        | Bayern de Múnich      | Catar          | 2020    |

(*) Incluyendo la selección.

### Distinciones individuales
| Distinción                                                 | Año     |
| ---------------------------------------------------------- | ------- |
| Goleador más joven del 1899 Hoffenheim.                    | 2013-14 |
| Jugador de la semana para UEFA.com (diciembre, semana #4). | 2015    |
| Defensor con más pases en la Bundesliga.                   | 2016-17 |
| Parte del equipo ideal de la Bundesliga.                   | 2016-17 |

## Vida personal
Nació en Fráncfort del Meno, Hesse. Su abuelo György emigró con su esposa de Budapest a Alemania. Su padre, Georg, trabajaba como entrenador en Rot-Weiss Walldorf; mientras tanto, su hermano mayor, Fabian, tenía una beca de fútbol en el St. Francis College de Brooklyn, Nueva York, para estudiar Administración de Empresas, Economía y Finanzas. Su apellido es de origen húngaro, pero el entrenador de la selección nacional sub-16 de la Federación Turca de Fútbol se puso en contacto con Süle durante su adolescencia sobre la posibilidad de jugar para ellos, ya que el apellido de Süle le parecía turco. También era elegible para la selección nacional de Hungría.
Tuvo un hijo a fines del 2020 con su novia Melissa Halte.